# Eriococcus raithbyi
Eriococcus raithbyi är en insektsart som beskrevs av William Miles Maskell 1890. Eriococcus raithbyi ingår i släktet Eriococcus och familjen filtsköldlöss. Inga underarter finns listade i Catalogue of Life.